# Vanikorobrilvogel
De vanikorobrilvogel (Zosterops gibbsi) is een zangvogel uit de familie Zosteropidae (brilvogels).  Deze vogel is genoemd de Britse ornitholoog David Gibbs die de vogel in 1994 had ontdekt..

## Verspreiding en leefgebied
Deze soort is endemisch op het eiland Vanikoro in het oosten van de Salomonseilanden.

## Status
De grootte van de populatie is in 2016 geschat op 20.000-50.000 volwassen vogels. Op de Rode lijst van de IUCN heeft deze soort de status niet bedreigd.